# 田出井町
田出井町（たでいちょう）は、大阪府堺市堺区にある地名。2024年現在丁を持たない単独町名である。住居表示は実施済。

## 地理
堺区の北東部に位置する。西は今池町、北田出井町、中田出井町、南田出井町、北は今池町、東は東雲西町、南は北三国ヶ丘町に接する。

## 歴史

### 沿革
- 1922年（大正11年）、堺市向井町大字北庄の一部より成立。
- 1931年・1932年（昭和6年・7年）、一部が、北花田口町1 - 3丁・南田出井町1 - 4丁・北田出井町1 - 3丁・中田出井町1 - 3丁・南庄町1 - 2丁・中向陽町1 - 2丁・南向陽町1 - 2丁・北向陽町1 - 2丁となる。
- 1939年（昭和14年）、一部が北庄町1 - 3丁となる。
- 1941年（昭和16年）、三国ヶ丘町の一部を編入。
- 1950年（昭和25年）、一部が今池町1 - 6丁・東雲西町1 - 4丁となり、東雲町・浅香山町の各一部を編入。
- 2006年（平成18年）、堺市が政令指定都市に移行し、行政区を設置。田出井町は堺区の所属となる。

## 世帯数と人口
2024年（令和6年）3月31日現在の世帯数と人口は以下の通りである。
| 町名     | 世帯数    | 人口    |
| -------- | --------- | ------- |
| 田出井町 | 1,785世帯 | 3,795人 |

### 人口の変遷
| 1995年（平成7年）  | 4,265人 | [ 6 ]  |  |
| 2000年（平成12年） | 5,585人 | [ 7 ]  |  |
| 2005年（平成17年） | 6,352人 | [ 8 ]  |  |
| 2010年（平成22年） | 6,015人 | [ 9 ]  |  |
| 2015年（平成27年） | 5,073人 | [ 10 ] |  |
| 2020年（令和2年）  | 4,964人 | [ 11 ] |  |

### 世帯数の変遷
| 1995年（平成7年）  | 941世帯   | [ 6 ]  |  |
| 2000年（平成12年） | 1,464世帯 | [ 7 ]  |  |
| 2005年（平成17年） | 1,454世帯 | [ 8 ]  |  |
| 2010年（平成22年） | 1,507世帯 | [ 9 ]  |  |
| 2015年（平成27年） | 1,404世帯 | [ 10 ] |  |
| 2020年（令和2年）  | 1,552世帯 | [ 11 ] |  |

## 学区
市立小・中学校に通う場合、学区は以下の通りとなる。
| 町名     | 番   | 小学校             | 中学校             |
| -------- | ---- | ------------------ | ------------------ |
| 田出井町 | 全域 | 堺市立三国丘小学校 | 堺市立三国丘中学校 |

## 事業所
2021年（令和3年）現在の経済センサス調査による事業所数と従業員数は以下の通りである。
| 町名     | 事業所数 | 従業員数 |
| -------- | -------- | -------- |
| 田出井町 | 66事業所 | 1,631人  |

## 交通

### バス
- 南海バス[14]
  - 23・25・25C・81・84系統：田出井町

### 道路
- 堺大和路線（大阪府道12号堺大和高田線）

## 施設
- 大阪刑務所
- 西日本成人矯正医療センター
- 堺警察署 阪和堺市駅前交番
- ベルマージュ堺
  - イズミヤ阪和堺店
  - 大阪信用金庫堺市駅前支店
  - 堺市立中央図書館堺市駅前分館
- 東雲公園

## 郵便
- 郵便番号：590-0014[3]（集配局：堺郵便局[15]）。

## ギャラリー

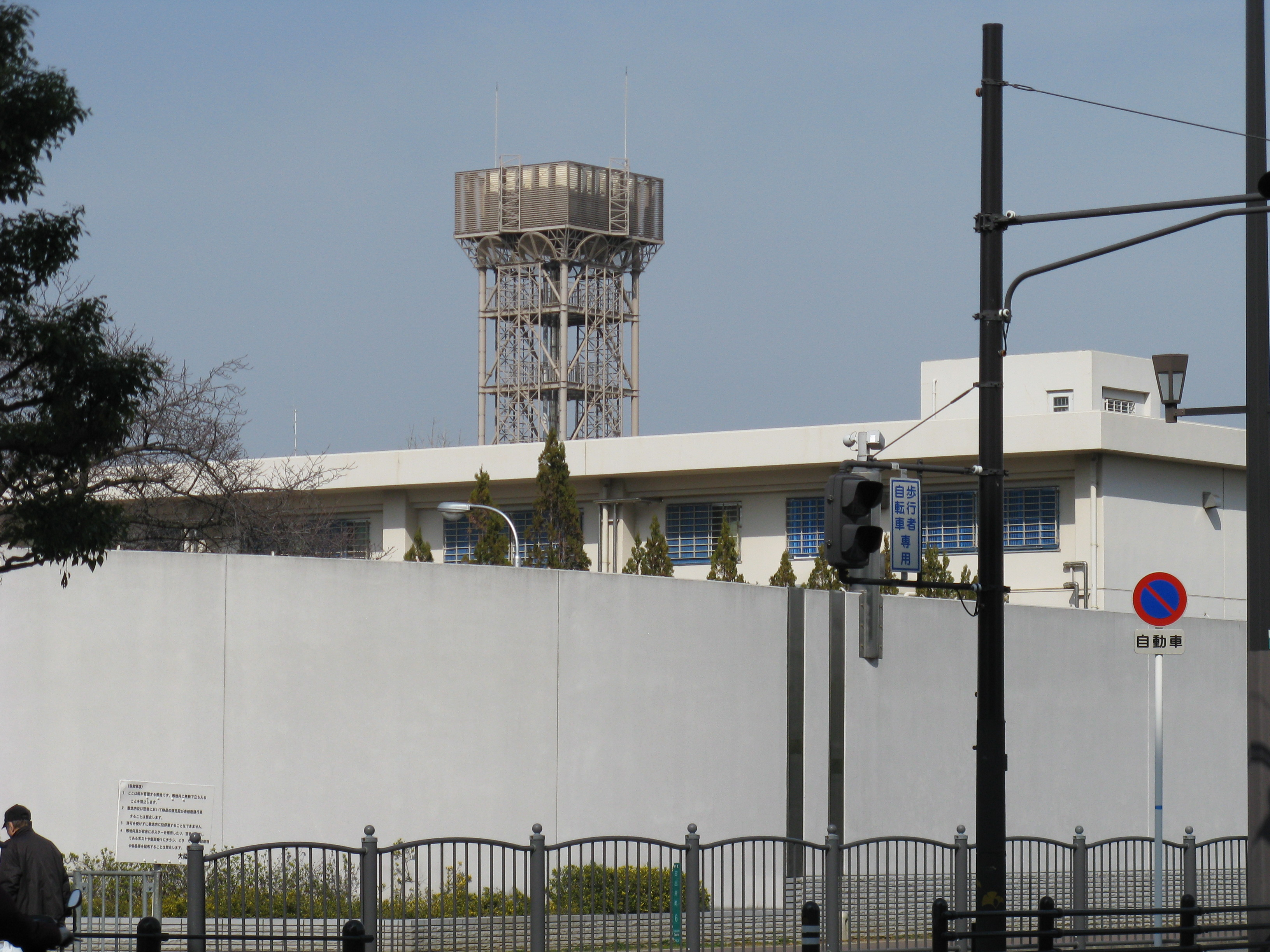
大阪刑務所